# 회남면
회남면(懷南面)은 대한민국 충청북도 보은군의 면이다.

## 개요
회남면은 군소재지로부터 서남쪽 방향으로 23km지점에 위치, 동쪽으로는 보은군 수한면과 남쪽으로는 옥천군 안내면이 인접하였으며 서쪽으로는 대전광역시 동구와 북으로는 회인면과 청주시 상당구 문의면이 경계를 이루고 있다. 회남면은 대청호 상류에 위치한 댐주변 지역으로, 보은군 소재지 중심에서 다소 먼 거리에 위치한 관계로 개발이 낙후되었지만, 당진-상주간 고속도로 개설로 발전이 기대되는 곳이다.
대청댐 건설로 인하여 옥토는 수몰되었고 현재는 경사도가 심한 박토만으로 농업 수입이 저조하여 특별한 소득원 개발이 어려운 실정이나 축산업, 과수업을 중심으로 소득원을 개발 중에 있으며 배과수업, 한우 및 젖소 축산업과 어업 및 대청호 주변 음식업을 중심으로 발전을 모색 중에 있다.

## 행정 구역
아래 중 거교리 일부, 매산리, 법수리 일부, 분저리 일부, 사탄리, 서탄리, 송포리, 신곡리 일부, 어성리, 용호리, 은운리 일부, 조곡리 일부, 광포리 일부는 대청댐 건설로 수몰되었다.
- 거교리(巨橋里)
- 광포리(廣浦里)
- 금곡리(金谷里)
- 남대문리(南大門里)
- 매산리(梅山里)
- 법수리(法水里)
- 분저리(分諸里)
- 사음리(舍音里)
- 사탄리(沙灘里)
- 산수리(山水里)
- 서탄리(書灘里)
- 송포리(松浦里)
- 신곡리(新谷里)
- 신추리(新秋里)
- 어성리(漁城里)
- 용호리(龍湖里)
- 은운리(隱雲里)
- 조곡리(鳥谷里)